# The Hard Corps
The Hard Corps (bra: Força de Proteção; prt: Corpo de Combate) é um filme estadunidense de ação e suspense, lançado em 2006, com direção de Sheldon Lettich.

## Sinopse
Phillip Sauvage (Jean-Claude Van Damme) um ex-soldado de forças especiais da operação "Tempestade no Deserto" remete à primeira invasão norte-americana ao Iraque. Ele é contratado para proteger um empresário bem sucedido, que no passado foi campeão de boxe na categoria peso-pesado. O inimigo, por mais estranho que pareça, é um ex-astro do rap que se tornou um criminoso, e que busca vingança de quem o colocou atrás das grades. Para tanto, Phillip não está sozinho, e monta uma equipe de jovens lutadores e ex-soldados a fim de garantir a proteção da família. 